# Melounová žena
Melounová žena (v originále The Watermelon Woman) je americký hraný film z roku 1996, který režírovala Cheryl Dunye podle vlastního scénáře. Snímek měl světovou premiéru na Mezinárodním filmovém festivalu v Berlíně, kde získal cenu Teddy Award.

## Děj
Mladá afroamerická lesba a začínající filmařka Cheryl pracuje jako prodavačka ve videopůjčovně ve Filadelfii. Ve svém volném čase zkoumá filmy ze 30. a 40. let, v nichž hlavní role hrají afroamerické ženy, z nichž většina není v titulcích uvedena jménem. Ve filmu Plantation Memories objeví herečku, která je uvedena jako The Watermelon Woman. Cheryl se rozhodne natočit o ženě dokument a zjistit více o jejím životě. Kontaktuje Camille Pagliaovou a postupně zjistí, že se herečka jmenovala Fae Richardsová a zpívala v klubech. Získá také její fotografie a kontakt na její sestru Marty Page. Nakonec se jí podaří kontaktovat i její bývalou životní přítelkyni June Walkerovou, se kterou Fae žila 20 let, a dokončit o herečce film.

## Obsazení
| Cheryl Dunye       | Cheryl           |
| Guinevere Turner   | Diana            |
| Valarie Walker     | Tamara           |
| Lisa Marie Bronson | Melounová žena   |
| Cheryl Clarke      | June Walker      |
| Irene Dunye        | sebe samu        |
| Kat Robertson      | Yvette           |
| Ira Jeffries       | Shirley Hamilton |
| Alexandra Juhasz   | Martha Page      |
| Brian Freeman      | Lee Edwards      |
| Camille Pagliaová  | sebe samu        |
| Sarah Schulman     | aktivistka       |
| V.S. Brodie        | zpěvačka karaoke |
| Robert Reid-Pharr  | dragqueen        |

## Ocenění
- Teddy Award – nejlepší celovečerní film
- Outfest – cena publika pro nejlepší film